# イマーム・アリ (テレビシリーズ)
『イマーム アリ』（Shaheed-e Kufa、The Martyr of Kufa (ペルシア語: شهید کوفه) original title Imam Ali (ペルシア語: امام علی) は、歴史的・宗教的なドラマシリーズ。
セイエド・ダウッド・ミール・バゲリが監督および脚本を執筆し、モハマド ベイクザデがプロデュースしている。
このシリーズは1992年から1998年まで放送された。
この映画には22のエピソードがあり、このコレクションでは劇場版も作られている。
この映画は、シーア派の最初のイマーム、アリ・ビン・アビ・タリブの生涯に基づいている。

## 仕事の始まりと流れ
セイエド・ダウド・ミルバゲリは、シーア派の最初のイマームであるイマーム・アリ・ビン・アビ・タリブ（as）の生涯に基づいた「喉のとげ」というタイトルの台本を放映した。ミール・バゲリは脚本の書き直しを依頼され、このプロセスと修正が数回繰り返された。最後に、テレビ局の承認を得て、セドとシマの最初の宗教史シリーズがそのような次元で開始された。 「Thorn in the throat」は、1373 年に Nahj al-Balagheh で行われた Ali の「Shakshaqiyah」説教を指し、150 人の著名な俳優と 5000 人以上の軍事芸術家がカメラの前に立った。

## このシリーズの話
このシリーズの物語は、ウスマーン ビン アファンのカリフ時代の終わりから始まり、カリフ時代の最後の5年間とアリ ビン アビ タリブの生涯をカバーしている。

## このシリーズの出演者
- マリク・アルシェタール役のダリウシュ・アルジャマンド
- カタム役のヴィシュカ・アサイェシュ
- ワリード・ビン・ウクバ役のモハマドレザ・シャリフィニア
- アムル・ビン・アルアス役のメディ・ファティ
- アブドラ・ビン・マスード役のジャムシード・メサイキ
- モハマド・ビン・アビ・バクル役のパルビズ・パラストウィイ
- アブ・スフヤン・ビン・ハーブ役ジャハンギール・フォロハール
- ムアウィヤ1世役のベザド・ファラハニ
- ヤジッド・I役のファルハド・アスラニ
- ハキム・ビン・ジャブラ役のダウッド・ラシディ
- ハバブの息子：ホセイン・パナヒ
- 老人役のネマトゥラ・グルジ
- ローマの奴隷としてのアジタ・ハジアン
- ローマの翻訳者としてのアクバル・アブディ
- 商人としてのアーメド・ガドカチアン
- イシャ・ビン・カイス役の名誉あるアヌシルヴァン
- アブ・ムーサ・アシャリ役のアッバス・アメリ
- アバ・カタム役のグルジアのシロス
- アンマー・ビン・ヤシル役のサイード・ニクプール
- Abdullah bin Wahab al-Rasbi 役の Anayat Bakhshi
- マーワン1世役のアスガル・ハメット
- ハガル役のパルヴァネ・マスーミ
- カーブ・アル・アフバル役のバキール・サハラウディ
- アブドゥル・ラーマン・ビン・ムルジャム役のカリム・アクバリ・ムバラケ
- ズバイル・ビン・アル・アワム役のマンスール・ワラ・マカム
- アブ・ダル・アル・ガファリ役のジャバド・コダダディ
- マリアム・ビント・オスマン役のシャーレ・ロレスタニ
- アブ・ザイド役のシアヴァシュ・シャクリ
- タルハ役のマヌーシェール・ラリジャニ
- ナニー・ワリード役のファクリ・ホロシュ
- アブドゥラ・ビン・アッバース役のアリ・アザド
- オム・ザー役のファリダ・セパ・マンスール
- アスマ役のトゥラン・メルザッド
- ユダヤ人の魔術師としてのモルテザ・ザラビ
- ディナール役のホセイン・ハニベイク
- アキール・ビン・アビ・タリブ役の美術学生アジズ
- クーリエとしてのスーシュ・カリリ
- サードーン役のアタシュ・タギプール
- エディ・ベン・ハテム役 レザ・カンダン
- ナクシュ・ビン・エディスとしてのファフルディン・シディク・シャリフ
- アブドラ・ビン・アル・ズバイル役のアクバル・サンギ
- ワリードの妻：サーワール・ネジャトゥラヒ
- ラーマン・バガリアン オスマン・ビン・ハニフ
- ラグ役のアリ・アスガル・ガルムシリ
- サード・ビン・アビ・ワッカス役のアリ・ザンディ
- イブン・アメール役のナデル・ラジャプール
- ワーダン・ビン・マガルド役のチンギス
- タウキ ジャンダブ・アサディ役のイナヤトゥラ・シャフィイ

## 重要性
このシリーズは非常に重要になり、イランのテレビで最高の宗教シリーズの 1 つと見なされており、リリースから数年が経過したにもかかわらず、今でもイラスト付きの歴史の源となっている。

## 放送シリーズ
『イマーム・アリ』シリーズの前に、セダとシマはこれほどの幅と範囲を持つシリーズを制作していなかった。
特に、イスラム教徒やラジオやテレビの宗教的主題に対する感度は常に非常に高く、この問題は70年代にこれまで以上に感じられた。
このシリーズの制作と放送は、宗教的要素を伴う高価な作品の制作への道を開いた。
シリーズの制作は約4年間続き、それまでの他のラジオやテレビの制作に比べてシリーズの先駆的な性質のために、クリエイターは多くの問題や懸念に直面した。
最終的に11月21日に制作された、このシリーズは1970年にシネマタウン・ガザリでスタートし、1975年8月から2月までの5年間ワンシマチャンネルで放映された。

## 音楽
イマーム アリ シリーズの音楽は、マスター ファルハド ファクレディーニによって作曲され、彼の最高の作品の1つである。『イマーム・アリ』シリーズの歌手は、モハマド・セディク・タフィールによっても演じられた。